# Tiinansaari (ö i Birkaland, Sydvästra Birkaland)
Tiinansaari är en ö i Finland. Den ligger i sjön Kiimajärvi och i kommunen Sastamala i den ekonomiska regionen  Sydvästra Birkaland och landskapet Birkaland, i den sydvästra delen av landet, 180 km nordväst om huvudstaden Helsingfors. Öns area är 0,3 hektar och dess största längd är 90 meter i nord-sydlig riktning.